# Youth crew
La youth crew est un sous-genre musical du punk hardcore attribué aux groupes principalement actifs au milieu et à la fin des années 1980 en particulier dans la scène hardcore de New York à la fin des années 1980. La youth crew se différencie des autres styles des scènes hardcore et punk par son optimisme et son aspect moraliste. Les premiers groupes et fans de youth crew se revendiquent straight edge et végétariens.
Les premières influences musicales incluent Minor Threat, Bad Brains, Negative Approach, Cro-Mags et Agnostic Front. Bien qu'une partie de la musique youth crew soit similaire au hardcore mélodique, l'autre partie s'inspire du thrash metal et crossover thrash accompagné de breakdowns sonores. Youth of Today est un groupe youth crew particulièrement "thrash" utilisant des chants abrasifs et composant des chansons rapides néanmoins trop courtes pour y inclure suffisamment de mélodies (d'une manière similaire aux premières chansons d'Agnostic Front, et contrairement aux autres groupes youth crew originaires de New York comme Gorilla Biscuits). Les récents groupes de youth crew s'inspirent désormais du heavy metal.

## Histoire
La youth crew se popularise entre 1984 et 1990, en particulier à New York et son voisinage. Elle s'inspire de groupes comme 7 Seconds et Uniform Choice (en), dont les membres adoptaient le straight edge et des paroles sur les valeurs humaines et morales. La musique se définit principalement en provenance de labels tels que Revelation Records, avec des albums de Youth of Today, Chain of Strength, Gorilla Biscuits, Bold, Judge, et Side By Side. Cependant, certains de ces groupes se veulent plus agressifs dans leur attitude. Ray Cappo (en) se convertit finalement à la conscience de Krishna, et 108 et les Cro-Mags participent au dérivé musical appelé krishnacore. La scène « Youth Crew » implique également la participation de skinheads, dont la plupart sont fans de Warzone, des Cro-Mags et Youth Defense League. Les groupes de youth crew adoptent le style mais se différencient des groupes de crossover thrash, thrashcore, hardcore mélodique, et emo.